# Ardèche Classic 2022
Ardèche Classic 2022, oficjalnie Faun-Ardèche Classic 2022 – 22. edycja wyścigu kolarskiego Ardèche Classic, która odbyła się 26 lutego 2022 na trasie o długości ponad 171 kilometrów wokół miejscowości Guilherand-Granges. Impreza kategorii 1.Pro była częścią UCI ProSeries 2022.

## Uczestnicy

### Drużyny
| WorldTeams (11)- AG2R Citroën Team - Groupama-FDJ - Cofidis - Bora-Hansgrohe - Astana Qazaqstan Team - Lotto-Soudal - Intermarché-Wanty-Gobert Matériaux - Trek-Segafredo - Quick-Step Alpha Vinyl - Jumbo-Visma - UAE Team Emirates ProTeams (6)- TotalEnergies - B&B Hotels-KTM - Arkéa-Samsic - Alpecin-Fenix - Bingoal Pauwels Sauces WB - Uno-X Pro Cycling Team Continental teams (5)- Go Sport-Roubaix Lille Métropole - Saint Michel-Auber 93 - UC Nantes Atlantique - Riwal - Nice Métropole Côte d'Azur |
| |

### Lista startowa
| Groupama-FDJ GFC | Groupama-FDJ GFC            | Groupama-FDJ GFC |
| ---------------- | --------------------------- | ---------------- |
| Nr               | Kolarz                      | Miejsce          |
| 1                | Romain Grégoire (FRA)       | 34.              |
| 2                | Matthieu Ladagnous (FRA)    | 81.              |
| 3                | Bruno Armirail (FRA)        | 48.              |
| 4                | Sébastien Reichenbach (SUI) | 21.              |
| 5                | Quentin Pacher (FRA)        | 7.               |
| 6                | Reuben Thompson (NZL)       | 50.              |
| 7                | Anthony Roux (FRA)          | 90.              |

| Quick-Step Alpha Vinyl QST | Quick-Step Alpha Vinyl QST       | Quick-Step Alpha Vinyl QST |
| -------------------------- | -------------------------------- | -------------------------- |
| Nr                         | Kolarz                           | Miejsce                    |
| 11                         | Julian Alaphilippe (FRA) (szosa) | 25.                        |
| 12                         | Andrea Bagioli (ITA)             | 41.                        |
| 13                         | Dries Devenyns (BEL)             | 29.                        |
| 15                         | Mauro Schmid (SUI)               | 53.                        |
| 16                         | Pieter Serry (BEL)               | DNF                        |
| 17                         | Mauri Vansevenant (BEL)          | 2.                         |

| Jumbo-Visma TJV | Jumbo-Visma TJV         | Jumbo-Visma TJV |
| --------------- | ----------------------- | --------------- |
| Nr              | Kolarz                  | Miejsce         |
| 21              | Primož Roglič (SLO)     | 26.             |
| 22              | Gijs Leemreize (NED)    | 101.            |
| 23              | Sam Oomen (NED)         | 23.             |
| 24              | Jonas Vingegaard (DEN)  | 33.             |
| 25              | Steven Kruijswijk (NED) | 52.             |
| 26              | Sepp Kuss (USA)         | 3.              |

| UAE Team Emirates UAD | UAE Team Emirates UAD      | UAE Team Emirates UAD |
| --------------------- | -------------------------- | --------------------- |
| Nr                    | Kolarz                     | Miejsce               |
| 31                    | Diego Ulissi (ITA)         | 35.                   |
| 32                    | Juan Ayuso (ESP)           | 14.                   |
| 33                    | Andrés Camilo Ardila (COL) | 44.                   |
| 34                    | Finn Fisher-Black (NZL)    | DNF                   |
| 35                    | Brandon McNulty (USA)      | 1.                    |
| 36                    | Jan Polanc (SLO)           | 36.                   |
| 37                    | Joël Suter (SUI)           | DNF                   |

| Alpecin-Fenix AFC | Alpecin-Fenix AFC     | Alpecin-Fenix AFC |
| ----------------- | --------------------- | ----------------- |
| Nr                | Kolarz                | Miejsce           |
| 41                | Stefano Oldani (ITA)  | 17.               |
| 43                | Ayco Bastiaens (BEL)  | DNF               |
| 44                | Edward Anderson (USA) | DNF               |
| 45                | Jakub Mareczko (ITA)  | DNF               |
| 46                | Floris De Tier (BEL)  | 65.               |
| 47                | Jimmy Janssens (BEL)  | DNF               |

| Bora-Hansgrohe BOH | Bora-Hansgrohe BOH        | Bora-Hansgrohe BOH |
| ------------------ | ------------------------- | ------------------ |
| Nr                 | Kolarz                    | Miejsce            |
| 51                 | Wilco Kelderman (NED)     | 24.                |
| 52                 | Lennard Kämna (GER)       | 4.                 |
| 53                 | Matteo Fabbro (ITA)       | DNF                |
| 54                 | Anton Palzer (GER)        | DNF                |
| 55                 | Felix Großschartner (AUT) | 58.                |
| 56                 | Giovanni Aleotti (ITA)    | 79.                |
| 57                 | Ben Zwiehoff (GER)        | 87.                |

| AG2R Citroën Team ACT | AG2R Citroën Team ACT        | AG2R Citroën Team ACT |
| --------------------- | ---------------------------- | --------------------- |
| Nr                    | Kolarz                       | Miejsce               |
| 61                    | Clément Champoussin (FRA)    | 6.                    |
| 62                    | Lilian Calmejane (FRA)       | 9.                    |
| 63                    | Mikaël Cherel (FRA)          | 37.                   |
| 64                    | Dorian Godon (FRA)           | 77.                   |
| 65                    | Aurélien Paret-Peintre (FRA) | 19.                   |
| 66                    | Nans Peters (FRA)            | 43.                   |
| 67                    | Larry Warbasse (USA)         | 61.                   |

| Trek-Segafredo TFS | Trek-Segafredo TFS       | Trek-Segafredo TFS |
| ------------------ | ------------------------ | ------------------ |
| Nr                 | Kolarz                   | Miejsce            |
| 71                 | Gianluca Brambilla (ITA) | 80.                |
| 72                 | Julien Bernard (FRA)     | 38.                |
| 74                 | Antwan Tolhoek (NED)     | DNF                |
| 75                 | Asbjørn Hellemose (DEN)  | 60.                |
| 76                 | Juan Pedro López (ESP)   | 55.                |
| 77                 | Quinn Simmons (USA)      | 64.                |

| Astana Qazaqstan Team AST | Astana Qazaqstan Team AST   | Astana Qazaqstan Team AST |
| ------------------------- | --------------------------- | ------------------------- |
| Nr                        | Kolarz                      | Miejsce                   |
| 81                        | Manuele Boaro (ITA)         | DNF                       |
| 82                        | Joe Dombrowski (USA)        | 112.                      |
| 83                        | Fabio Felline (ITA)         | 110.                      |
| 84                        | Alaksandr Rabuszenka (BLR)  | DNF                       |
| 86                        | Nurbergen Nurłychasym (KAZ) | DNF                       |
| 87                        | Andriej Zejc (KAZ)          | 85.                       |
| 88                        | Harold Tejada (COL)         | 51.                       |

| Intermarché-Wanty-Gobert Matériaux IWG | Intermarché-Wanty-Gobert Matériaux IWG | Intermarché-Wanty-Gobert Matériaux IWG |
| -------------------------------------- | -------------------------------------- | -------------------------------------- |
| Nr                                     | Kolarz                                 | Miejsce                                |
| 91                                     | Hugo Page (FRA)                        | 54.                                    |
| 92                                     | Jan Bakelants (BEL)                    | 49.                                    |
| 93                                     | Simone Petilli (ITA)                   | 94.                                    |
| 94                                     | Théo Delacroix (FRA)                   | 62.                                    |
| 95                                     | Laurens Huys (BEL)                     | 95.                                    |
| 96                                     | Lorenzo Rota (ITA)                     | 15.                                    |
| 97                                     | Georg Zimmermann (GER)                 | 11.                                    |

| Cofidis COF | Cofidis COF               | Cofidis COF |
| ----------- | ------------------------- | ----------- |
| Nr          | Kolarz                    | Miejsce     |
| 101         | Guillaume Martin (FRA)    | 5.          |
| 102         | Anthony Perez (FRA)       | 69.         |
| 103         | Alexandre Delettre (FRA)  | 92.         |
| 104         | Victor Lafay (FRA)        | 97.         |
| 105         | Pierre-Luc Périchon (FRA) | 70.         |
| 106         | Rémy Rochas (FRA)         | 16.         |
| 107         | Benjamin Thomas (FRA)     | 96.         |

| Arkéa-Samsic ARK | Arkéa-Samsic ARK        | Arkéa-Samsic ARK |
| ---------------- | ----------------------- | ---------------- |
| Nr               | Kolarz                  | Miejsce          |
| 111              | Warren Barguil (FRA)    | 8.               |
| 112              | Winner Anacona (COL)    | 56.              |
| 113              | Anthony Delaplace (FRA) | 45.              |
| 114              | Élie Gesbert (FRA)      | 20.              |
| 115              | Nicolas Edet (FRA)      | 84.              |
| 116              | Laurent Pichon (FRA)    | 78.              |
| 117              | Alessandro Verre (ITA)  | DNF              |

| Lotto-Soudal LTS | Lotto-Soudal LTS       | Lotto-Soudal LTS |
| ---------------- | ---------------------- | ---------------- |
| Nr               | Kolarz                 | Miejsce          |
| 121              | Steff Cras (BEL)       | DNF              |
| 122              | Thomas De Gendt (BEL)  | DNF              |
| 123              | Harm Vanhoucke (BEL)   | 30.              |
| 124              | Andreas Kron (DEN)     | 12.              |
| 125              | Kamil Małecki (POL)    | 111.             |
| 126              | Sylvain Moniquet (BEL) | 18.              |
| 127              | Maxim Van Gils (BEL)   | 27.              |

| TotalEnergies TEN | TotalEnergies TEN        | TotalEnergies TEN |
| ----------------- | ------------------------ | ----------------- |
| Nr                | Kolarz                   | Miejsce           |
| 131               | Pierre Latour (FRA)      | 22.               |
| 132               | Mathieu Burgaudeau (FRA) | 13.               |
| 133               | Jérémy Cabot (FRA)       | 57.               |
| 134               | Alexis Vuillermoz (FRA)  | 10.               |
| 135               | Valentin Ferron (FRA)    | 88.               |
| 136               | Fabien Doubey (FRA)      | 39.               |
| 137               | Julien Simon (FRA)       | 82.               |

| Uno-X Pro Cycling Team UXT | Uno-X Pro Cycling Team UXT       | Uno-X Pro Cycling Team UXT |
| -------------------------- | -------------------------------- | -------------------------- |
| Nr                         | Kolarz                           | Miejsce                    |
| 141                        | Niklas Eg (DEN)                  | 63.                        |
| 142                        | Jacob Hindsgaul Madsen (DEN)     | DNF                        |
| 143                        | Torstein Træen (NOR)             | 31.                        |
| 144                        | Anthon Charmig (DEN)             | 89.                        |
| 145                        | Torjus Sleen (NOR)               | 66.                        |
| 146                        | Martin Urianstad (NOR)           | 114.                       |
| 147                        | Anders Halland Johannessen (NOR) | DNF                        |

| B&B Hotels-KTM BBK | B&B Hotels-KTM BBK          | B&B Hotels-KTM BBK |
| ------------------ | --------------------------- | ------------------ |
| Nr                 | Kolarz                      | Miejsce            |
| 151                | Cyril Gautier (FRA)         | 76.                |
| 152                | Franck Bonnamour (FRA)      | 98.                |
| 153                | Maxime Chevalier (FRA)      | 106.               |
| 154                | Thibault Ferasse (FRA)      | 46.                |
| 155                | Victor Koretzky (FRA)       | 32.                |
| 156                | Miguel Heidemann (GER)      | 86.                |
| 157                | Sebastian Schönberger (AUT) | 68.                |

| Bingoal Pauwels Sauces WB BWB | Bingoal Pauwels Sauces WB BWB | Bingoal Pauwels Sauces WB BWB |
| ----------------------------- | ----------------------------- | ----------------------------- |
| Nr                            | Kolarz                        | Miejsce                       |
| 161                           | Johan Meens (BEL)             | DNF                           |
| 162                           | Rémy Mertz (BEL)              | DNF                           |
| 163                           | Kenny Molly (BEL)             | 42.                           |
| 164                           | Luc Wirtgen (LUX)             | 91.                           |
| 165                           | Gil Gelders (BEL)             | 67.                           |
| 166                           | Dimitri Peyskens (BEL)        | DNF                           |
| 167                           | Marco Tizza (ITA)             | DNF                           |

| Riwal Cycling Team RIW | Riwal Cycling Team RIW   | Riwal Cycling Team RIW |
| ---------------------- | ------------------------ | ---------------------- |
| Nr                     | Kolarz                   | Miejsce                |
| 171                    | Lucas Eriksson (SWE)     | 103.                   |
| 172                    | Jacob Eriksson (SWE)     | 40.                    |
| 173                    | Elmar Reinders (NED)     | 102.                   |
| 174                    | Martijn Budding (NED)    | 105.                   |
| 175                    | Christoffer Lisson (DEN) | DNF                    |
| 176                    | Mathias Bregnhøj (DEN)   | 104.                   |

| Saint Michel-Auber 93 AUB | Saint Michel-Auber 93 AUB | Saint Michel-Auber 93 AUB |
| ------------------------- | ------------------------- | ------------------------- |
| Nr                        | Kolarz                    | Miejsce                   |
| 182                       | Flavien Maurelet (FRA)    | DNF                       |
| 184                       | Anthony Maldonado (FRA)   | 74.                       |
| 185                       | Tony Hurel (FRA)          | DNF                       |
| 186                       | Yoann Paillot (FRA)       | 73.                       |
| 187                       | Morne van Niekerk (RSA)   | DNF                       |

| Go Sport-Roubaix Lille Métropole GRL | Go Sport-Roubaix Lille Métropole GRL | Go Sport-Roubaix Lille Métropole GRL |
| ------------------------------------ | ------------------------------------ | ------------------------------------ |
| Nr                                   | Kolarz                               | Miejsce                              |
| 191                                  | Clément Carisey (FRA)                | 109.                                 |
| 192                                  | Thomas Denis (FRA)                   | DNF                                  |
| 193                                  | Maxime Jarnet (FRA)                  | 59.                                  |
| 194                                  | Jérémy Leveau (FRA)                  | DNF                                  |
| 195                                  | Tom Mainguenaud (FRA)                | 47.                                  |
| 196                                  | Evaldas Šiškevicius (LTU)            | DNF                                  |

| Team U Nantes Atlantique 194 | Team U Nantes Atlantique 194 | Team U Nantes Atlantique 194 |
| ---------------------------- | ---------------------------- | ---------------------------- |
| Nr                           | Kolarz                       | Miejsce                      |
| 201                          | Louis Barré (FRA)            | 107.                         |
| 202                          | Léo Danès (FRA)              | DNF                          |
| 203                          | Mathias Le Turnier (FRA)     | 113.                         |
| 204                          | Jordan Jegat (FRA)           | 83.                          |
| 205                          | Maël Guégan (FRA)            | 72.                          |
| 206                          | Axel Mariault (FRA)          | 108.                         |
| 207                          | Emmanuel Morin (FRA)         | 71.                          |

| Nice Métropole Côte d'Azur NMC | Nice Métropole Côte d'Azur NMC | Nice Métropole Côte d'Azur NMC |
| ------------------------------ | ------------------------------ | ------------------------------ |
| Nr                             | Kolarz                         | Miejsce                        |
| 211                            | Maxime Urruty (FRA)            | 93.                            |
| 212                            | Antoine Berlin (MON)           | 75.                            |
| 213                            | Kévin Besson (FRA)             | 100.                           |
| 214                            | Edouard Bonnefoix (FRA)        | DNF                            |
| 215                            | Paul Hennequin (FRA)           | DNF                            |
| 216                            | Jean Goubert (FRA)             | 99.                            |
| 217                            | Andrea Mifsud                  | 28.                            |

| Groupama-FDJ GFC | Groupama-FDJ GFC            | Groupama-FDJ GFC |
| ---------------- | --------------------------- | ---------------- |
| Nr               | Kolarz                      | Miejsce          |
| 1                | Romain Grégoire (FRA)       | 34.              |
| 2                | Matthieu Ladagnous (FRA)    | 81.              |
| 3                | Bruno Armirail (FRA)        | 48.              |
| 4                | Sébastien Reichenbach (SUI) | 21.              |
| 5                | Quentin Pacher (FRA)        | 7.               |
| 6                | Reuben Thompson (NZL)       | 50.              |
| 7                | Anthony Roux (FRA)          | 90.              |

| Quick-Step Alpha Vinyl QST | Quick-Step Alpha Vinyl QST       | Quick-Step Alpha Vinyl QST |
| -------------------------- | -------------------------------- | -------------------------- |
| Nr                         | Kolarz                           | Miejsce                    |
| 11                         | Julian Alaphilippe (FRA) (szosa) | 25.                        |
| 12                         | Andrea Bagioli (ITA)             | 41.                        |
| 13                         | Dries Devenyns (BEL)             | 29.                        |
| 15                         | Mauro Schmid (SUI)               | 53.                        |
| 16                         | Pieter Serry (BEL)               | DNF                        |
| 17                         | Mauri Vansevenant (BEL)          | 2.                         |

| Jumbo-Visma TJV | Jumbo-Visma TJV         | Jumbo-Visma TJV |
| --------------- | ----------------------- | --------------- |
| Nr              | Kolarz                  | Miejsce         |
| 21              | Primož Roglič (SLO)     | 26.             |
| 22              | Gijs Leemreize (NED)    | 101.            |
| 23              | Sam Oomen (NED)         | 23.             |
| 24              | Jonas Vingegaard (DEN)  | 33.             |
| 25              | Steven Kruijswijk (NED) | 52.             |
| 26              | Sepp Kuss (USA)         | 3.              |

| UAE Team Emirates UAD | UAE Team Emirates UAD      | UAE Team Emirates UAD |
| --------------------- | -------------------------- | --------------------- |
| Nr                    | Kolarz                     | Miejsce               |
| 31                    | Diego Ulissi (ITA)         | 35.                   |
| 32                    | Juan Ayuso (ESP)           | 14.                   |
| 33                    | Andrés Camilo Ardila (COL) | 44.                   |
| 34                    | Finn Fisher-Black (NZL)    | DNF                   |
| 35                    | Brandon McNulty (USA)      | 1.                    |
| 36                    | Jan Polanc (SLO)           | 36.                   |
| 37                    | Joël Suter (SUI)           | DNF                   |

| Alpecin-Fenix AFC | Alpecin-Fenix AFC     | Alpecin-Fenix AFC |
| ----------------- | --------------------- | ----------------- |
| Nr                | Kolarz                | Miejsce           |
| 41                | Stefano Oldani (ITA)  | 17.               |
| 43                | Ayco Bastiaens (BEL)  | DNF               |
| 44                | Edward Anderson (USA) | DNF               |
| 45                | Jakub Mareczko (ITA)  | DNF               |
| 46                | Floris De Tier (BEL)  | 65.               |
| 47                | Jimmy Janssens (BEL)  | DNF               |

| Bora-Hansgrohe BOH | Bora-Hansgrohe BOH        | Bora-Hansgrohe BOH |
| ------------------ | ------------------------- | ------------------ |
| Nr                 | Kolarz                    | Miejsce            |
| 51                 | Wilco Kelderman (NED)     | 24.                |
| 52                 | Lennard Kämna (GER)       | 4.                 |
| 53                 | Matteo Fabbro (ITA)       | DNF                |
| 54                 | Anton Palzer (GER)        | DNF                |
| 55                 | Felix Großschartner (AUT) | 58.                |
| 56                 | Giovanni Aleotti (ITA)    | 79.                |
| 57                 | Ben Zwiehoff (GER)        | 87.                |

| AG2R Citroën Team ACT | AG2R Citroën Team ACT        | AG2R Citroën Team ACT |
| --------------------- | ---------------------------- | --------------------- |
| Nr                    | Kolarz                       | Miejsce               |
| 61                    | Clément Champoussin (FRA)    | 6.                    |
| 62                    | Lilian Calmejane (FRA)       | 9.                    |
| 63                    | Mikaël Cherel (FRA)          | 37.                   |
| 64                    | Dorian Godon (FRA)           | 77.                   |
| 65                    | Aurélien Paret-Peintre (FRA) | 19.                   |
| 66                    | Nans Peters (FRA)            | 43.                   |
| 67                    | Larry Warbasse (USA)         | 61.                   |

| Trek-Segafredo TFS | Trek-Segafredo TFS       | Trek-Segafredo TFS |
| ------------------ | ------------------------ | ------------------ |
| Nr                 | Kolarz                   | Miejsce            |
| 71                 | Gianluca Brambilla (ITA) | 80.                |
| 72                 | Julien Bernard (FRA)     | 38.                |
| 74                 | Antwan Tolhoek (NED)     | DNF                |
| 75                 | Asbjørn Hellemose (DEN)  | 60.                |
| 76                 | Juan Pedro López (ESP)   | 55.                |
| 77                 | Quinn Simmons (USA)      | 64.                |

| Astana Qazaqstan Team AST | Astana Qazaqstan Team AST   | Astana Qazaqstan Team AST |
| ------------------------- | --------------------------- | ------------------------- |
| Nr                        | Kolarz                      | Miejsce                   |
| 81                        | Manuele Boaro (ITA)         | DNF                       |
| 82                        | Joe Dombrowski (USA)        | 112.                      |
| 83                        | Fabio Felline (ITA)         | 110.                      |
| 84                        | Alaksandr Rabuszenka (BLR)  | DNF                       |
| 86                        | Nurbergen Nurłychasym (KAZ) | DNF                       |
| 87                        | Andriej Zejc (KAZ)          | 85.                       |
| 88                        | Harold Tejada (COL)         | 51.                       |

| Intermarché-Wanty-Gobert Matériaux IWG | Intermarché-Wanty-Gobert Matériaux IWG | Intermarché-Wanty-Gobert Matériaux IWG |
| -------------------------------------- | -------------------------------------- | -------------------------------------- |
| Nr                                     | Kolarz                                 | Miejsce                                |
| 91                                     | Hugo Page (FRA)                        | 54.                                    |
| 92                                     | Jan Bakelants (BEL)                    | 49.                                    |
| 93                                     | Simone Petilli (ITA)                   | 94.                                    |
| 94                                     | Théo Delacroix (FRA)                   | 62.                                    |
| 95                                     | Laurens Huys (BEL)                     | 95.                                    |
| 96                                     | Lorenzo Rota (ITA)                     | 15.                                    |
| 97                                     | Georg Zimmermann (GER)                 | 11.                                    |

| Cofidis COF | Cofidis COF               | Cofidis COF |
| ----------- | ------------------------- | ----------- |
| Nr          | Kolarz                    | Miejsce     |
| 101         | Guillaume Martin (FRA)    | 5.          |
| 102         | Anthony Perez (FRA)       | 69.         |
| 103         | Alexandre Delettre (FRA)  | 92.         |
| 104         | Victor Lafay (FRA)        | 97.         |
| 105         | Pierre-Luc Périchon (FRA) | 70.         |
| 106         | Rémy Rochas (FRA)         | 16.         |
| 107         | Benjamin Thomas (FRA)     | 96.         |

| Arkéa-Samsic ARK | Arkéa-Samsic ARK        | Arkéa-Samsic ARK |
| ---------------- | ----------------------- | ---------------- |
| Nr               | Kolarz                  | Miejsce          |
| 111              | Warren Barguil (FRA)    | 8.               |
| 112              | Winner Anacona (COL)    | 56.              |
| 113              | Anthony Delaplace (FRA) | 45.              |
| 114              | Élie Gesbert (FRA)      | 20.              |
| 115              | Nicolas Edet (FRA)      | 84.              |
| 116              | Laurent Pichon (FRA)    | 78.              |
| 117              | Alessandro Verre (ITA)  | DNF              |

| Lotto-Soudal LTS | Lotto-Soudal LTS       | Lotto-Soudal LTS |
| ---------------- | ---------------------- | ---------------- |
| Nr               | Kolarz                 | Miejsce          |
| 121              | Steff Cras (BEL)       | DNF              |
| 122              | Thomas De Gendt (BEL)  | DNF              |
| 123              | Harm Vanhoucke (BEL)   | 30.              |
| 124              | Andreas Kron (DEN)     | 12.              |
| 125              | Kamil Małecki (POL)    | 111.             |
| 126              | Sylvain Moniquet (BEL) | 18.              |
| 127              | Maxim Van Gils (BEL)   | 27.              |

| TotalEnergies TEN | TotalEnergies TEN        | TotalEnergies TEN |
| ----------------- | ------------------------ | ----------------- |
| Nr                | Kolarz                   | Miejsce           |
| 131               | Pierre Latour (FRA)      | 22.               |
| 132               | Mathieu Burgaudeau (FRA) | 13.               |
| 133               | Jérémy Cabot (FRA)       | 57.               |
| 134               | Alexis Vuillermoz (FRA)  | 10.               |
| 135               | Valentin Ferron (FRA)    | 88.               |
| 136               | Fabien Doubey (FRA)      | 39.               |
| 137               | Julien Simon (FRA)       | 82.               |

| Uno-X Pro Cycling Team UXT | Uno-X Pro Cycling Team UXT       | Uno-X Pro Cycling Team UXT |
| -------------------------- | -------------------------------- | -------------------------- |
| Nr                         | Kolarz                           | Miejsce                    |
| 141                        | Niklas Eg (DEN)                  | 63.                        |
| 142                        | Jacob Hindsgaul Madsen (DEN)     | DNF                        |
| 143                        | Torstein Træen (NOR)             | 31.                        |
| 144                        | Anthon Charmig (DEN)             | 89.                        |
| 145                        | Torjus Sleen (NOR)               | 66.                        |
| 146                        | Martin Urianstad (NOR)           | 114.                       |
| 147                        | Anders Halland Johannessen (NOR) | DNF                        |

| B&B Hotels-KTM BBK | B&B Hotels-KTM BBK          | B&B Hotels-KTM BBK |
| ------------------ | --------------------------- | ------------------ |
| Nr                 | Kolarz                      | Miejsce            |
| 151                | Cyril Gautier (FRA)         | 76.                |
| 152                | Franck Bonnamour (FRA)      | 98.                |
| 153                | Maxime Chevalier (FRA)      | 106.               |
| 154                | Thibault Ferasse (FRA)      | 46.                |
| 155                | Victor Koretzky (FRA)       | 32.                |
| 156                | Miguel Heidemann (GER)      | 86.                |
| 157                | Sebastian Schönberger (AUT) | 68.                |

| Bingoal Pauwels Sauces WB BWB | Bingoal Pauwels Sauces WB BWB | Bingoal Pauwels Sauces WB BWB |
| ----------------------------- | ----------------------------- | ----------------------------- |
| Nr                            | Kolarz                        | Miejsce                       |
| 161                           | Johan Meens (BEL)             | DNF                           |
| 162                           | Rémy Mertz (BEL)              | DNF                           |
| 163                           | Kenny Molly (BEL)             | 42.                           |
| 164                           | Luc Wirtgen (LUX)             | 91.                           |
| 165                           | Gil Gelders (BEL)             | 67.                           |
| 166                           | Dimitri Peyskens (BEL)        | DNF                           |
| 167                           | Marco Tizza (ITA)             | DNF                           |

| Riwal Cycling Team RIW | Riwal Cycling Team RIW   | Riwal Cycling Team RIW |
| ---------------------- | ------------------------ | ---------------------- |
| Nr                     | Kolarz                   | Miejsce                |
| 171                    | Lucas Eriksson (SWE)     | 103.                   |
| 172                    | Jacob Eriksson (SWE)     | 40.                    |
| 173                    | Elmar Reinders (NED)     | 102.                   |
| 174                    | Martijn Budding (NED)    | 105.                   |
| 175                    | Christoffer Lisson (DEN) | DNF                    |
| 176                    | Mathias Bregnhøj (DEN)   | 104.                   |

| Saint Michel-Auber 93 AUB | Saint Michel-Auber 93 AUB | Saint Michel-Auber 93 AUB |
| ------------------------- | ------------------------- | ------------------------- |
| Nr                        | Kolarz                    | Miejsce                   |
| 182                       | Flavien Maurelet (FRA)    | DNF                       |
| 184                       | Anthony Maldonado (FRA)   | 74.                       |
| 185                       | Tony Hurel (FRA)          | DNF                       |
| 186                       | Yoann Paillot (FRA)       | 73.                       |
| 187                       | Morne van Niekerk (RSA)   | DNF                       |

| Go Sport-Roubaix Lille Métropole GRL | Go Sport-Roubaix Lille Métropole GRL | Go Sport-Roubaix Lille Métropole GRL |
| ------------------------------------ | ------------------------------------ | ------------------------------------ |
| Nr                                   | Kolarz                               | Miejsce                              |
| 191                                  | Clément Carisey (FRA)                | 109.                                 |
| 192                                  | Thomas Denis (FRA)                   | DNF                                  |
| 193                                  | Maxime Jarnet (FRA)                  | 59.                                  |
| 194                                  | Jérémy Leveau (FRA)                  | DNF                                  |
| 195                                  | Tom Mainguenaud (FRA)                | 47.                                  |
| 196                                  | Evaldas Šiškevicius (LTU)            | DNF                                  |

| Team U Nantes Atlantique 194 | Team U Nantes Atlantique 194 | Team U Nantes Atlantique 194 |
| ---------------------------- | ---------------------------- | ---------------------------- |
| Nr                           | Kolarz                       | Miejsce                      |
| 201                          | Louis Barré (FRA)            | 107.                         |
| 202                          | Léo Danès (FRA)              | DNF                          |
| 203                          | Mathias Le Turnier (FRA)     | 113.                         |
| 204                          | Jordan Jegat (FRA)           | 83.                          |
| 205                          | Maël Guégan (FRA)            | 72.                          |
| 206                          | Axel Mariault (FRA)          | 108.                         |
| 207                          | Emmanuel Morin (FRA)         | 71.                          |

| Nice Métropole Côte d'Azur NMC | Nice Métropole Côte d'Azur NMC | Nice Métropole Côte d'Azur NMC |
| ------------------------------ | ------------------------------ | ------------------------------ |
| Nr                             | Kolarz                         | Miejsce                        |
| 211                            | Maxime Urruty (FRA)            | 93.                            |
| 212                            | Antoine Berlin (MON)           | 75.                            |
| 213                            | Kévin Besson (FRA)             | 100.                           |
| 214                            | Edouard Bonnefoix (FRA)        | DNF                            |
| 215                            | Paul Hennequin (FRA)           | DNF                            |
| 216                            | Jean Goubert (FRA)             | 99.                            |
| 217                            | Andrea Mifsud                  | 28.                            |

Legenda: DNF – nie ukończył, OTL – przekroczył limit czasu, DNS – nie wystartował, DSQ – zdyskwalifikowany.

## Klasyfikacja generalna
| \| Klasyfikacja generalna \| Klasyfikacja generalna \| Klasyfikacja generalna \| Klasyfikacja generalna \| Klasyfikacja generalna \| \| Kolarz \| Kolarz \| Państwo \| Drużyna \| Czas \| \| ---------------------- \| ---------------------- \| ---------------------- \| ---------------------- \| ---------------------- \| \| 1. \| Brandon McNulty \| Stany Zjednoczone \| UAE Team Emirates \| 4h 26' 36" \| \| 2. \| Mauri Vansevenant \| Belgia \| Quick-Step Alpha Vinyl \| + 45" \| \| 3. \| Sepp Kuss \| Stany Zjednoczone \| Jumbo-Visma \| + 45" \| \| 4. \| Lennard Kämna \| Niemcy \| Bora-Hansgrohe \| + 1' 33" \| \| 5. \| Guillaume Martin \| Francja \| Cofidis \| + 1' 33" \| \| 6. \| Clément Champoussin \| Francja \| AG2R Citroën Team \| + 1' 36" \| \| 7. \| Quentin Pacher \| Francja \| Groupama-FDJ \| + 1' 44" \| \| 8. \| Warren Barguil \| Francja \| Arkéa-Samsic \| + 1' 44" \| \| 9. \| Lilian Calmejane \| Francja \| AG2R Citroën Team \| + 1' 44" \| \| 10. \| Alexis Vuillermoz \| Francja \| TotalEnergies \| + 1' 44" \| |                     |                   |                        |            |
| |                     |                   |                        |            |
| Źródło: ProCyclingStats |                     |                   |                        |            |
| Klasyfikacja generalna |                     |                   |                        |            |
| Kolarz | Kolarz              | Państwo           | Drużyna                | Czas       |
| 1. | Brandon McNulty     | Stany Zjednoczone | UAE Team Emirates      | 4h 26' 36" |
| 2. | Mauri Vansevenant   | Belgia            | Quick-Step Alpha Vinyl | + 45"      |
| 3. | Sepp Kuss           | Stany Zjednoczone | Jumbo-Visma            | + 45"      |
| 4. | Lennard Kämna       | Niemcy            | Bora-Hansgrohe         | + 1' 33"   |
| 5. | Guillaume Martin    | Francja           | Cofidis                | + 1' 33"   |
| 6. | Clément Champoussin | Francja           | AG2R Citroën Team      | + 1' 36"   |
| 7. | Quentin Pacher      | Francja           | Groupama-FDJ           | + 1' 44"   |
| 8. | Warren Barguil      | Francja           | Arkéa-Samsic           | + 1' 44"   |
| 9. | Lilian Calmejane    | Francja           | AG2R Citroën Team      | + 1' 44"   |
| 10. | Alexis Vuillermoz   | Francja           | TotalEnergies          | + 1' 44"   |